# Weiterbildungszentrum Ingelheim

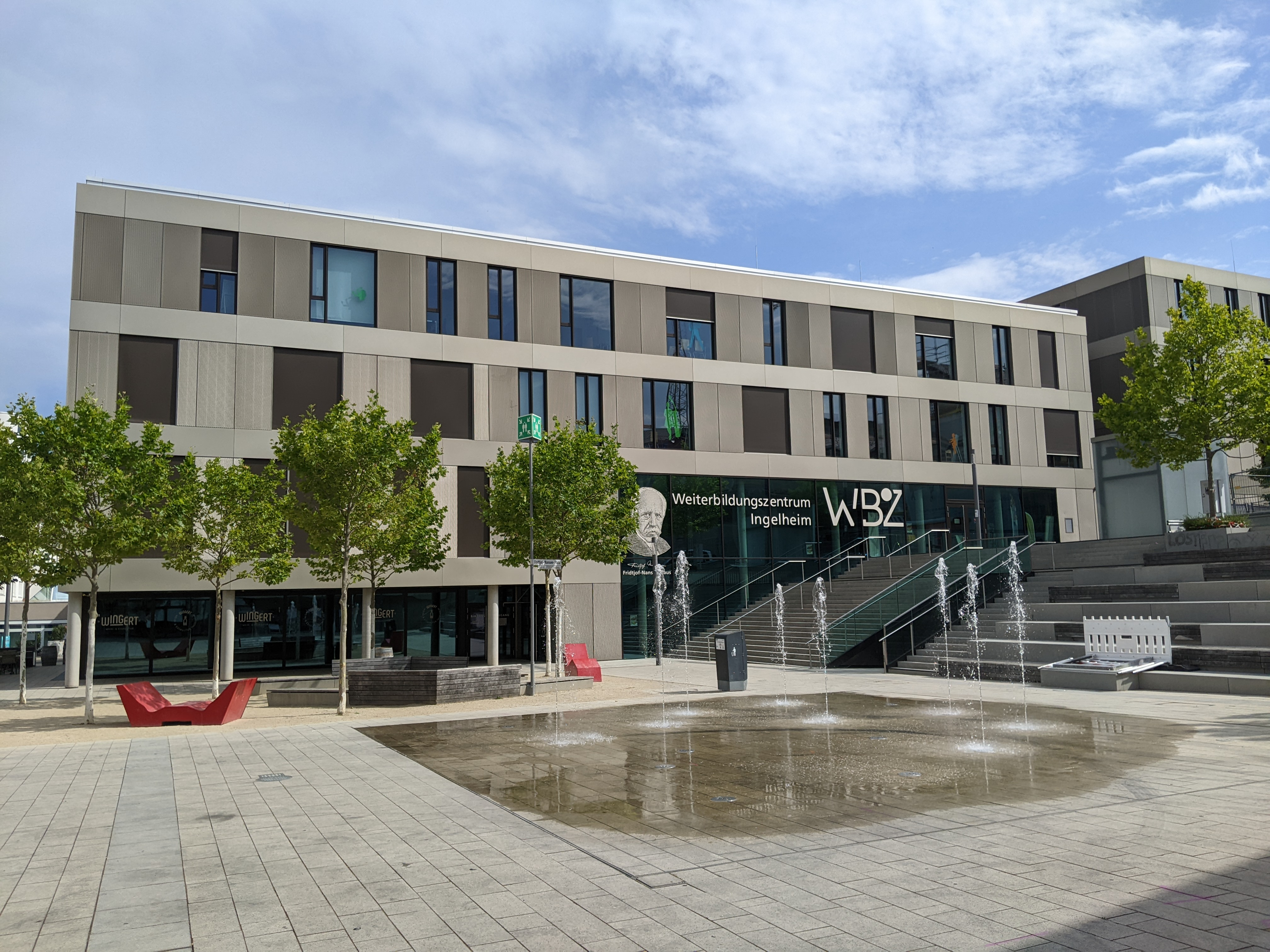
Fridtjof-Nansen-Haus Ingelheim

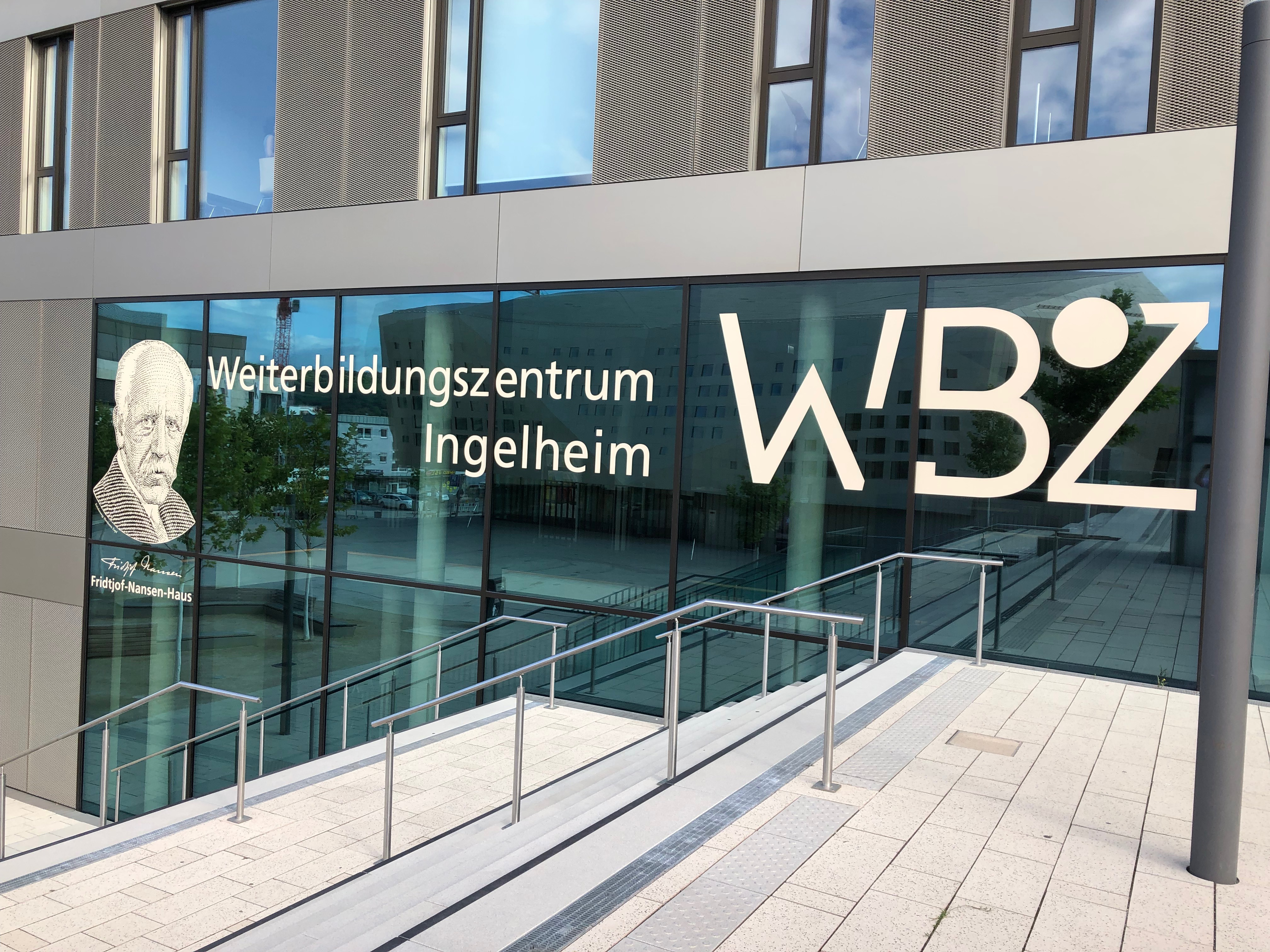
Fridtjof-Nansen-Haus Ingelheim

Das Weiterbildungszentrum Ingelheim (WBZ) ist eine gemeinnützige GmbH mit Sitz in Ingelheim am Rhein. Trägerin des WBZ ist die Stadt Ingelheim am Rhein. Unterstützt wird das WBZ durch den Verein der Freunde des Fridtjof-Nansen-Hauses e. V. Das WBZ Ingelheim betreibt ein integriertes Kultur- und Bildungszentrum mit den Fachbereichen Fridtjof-Nansen-Akademie für politische Bildung, Volkshochschule, Junge Akademie für Bildung und Musikschule.

## Geschichte

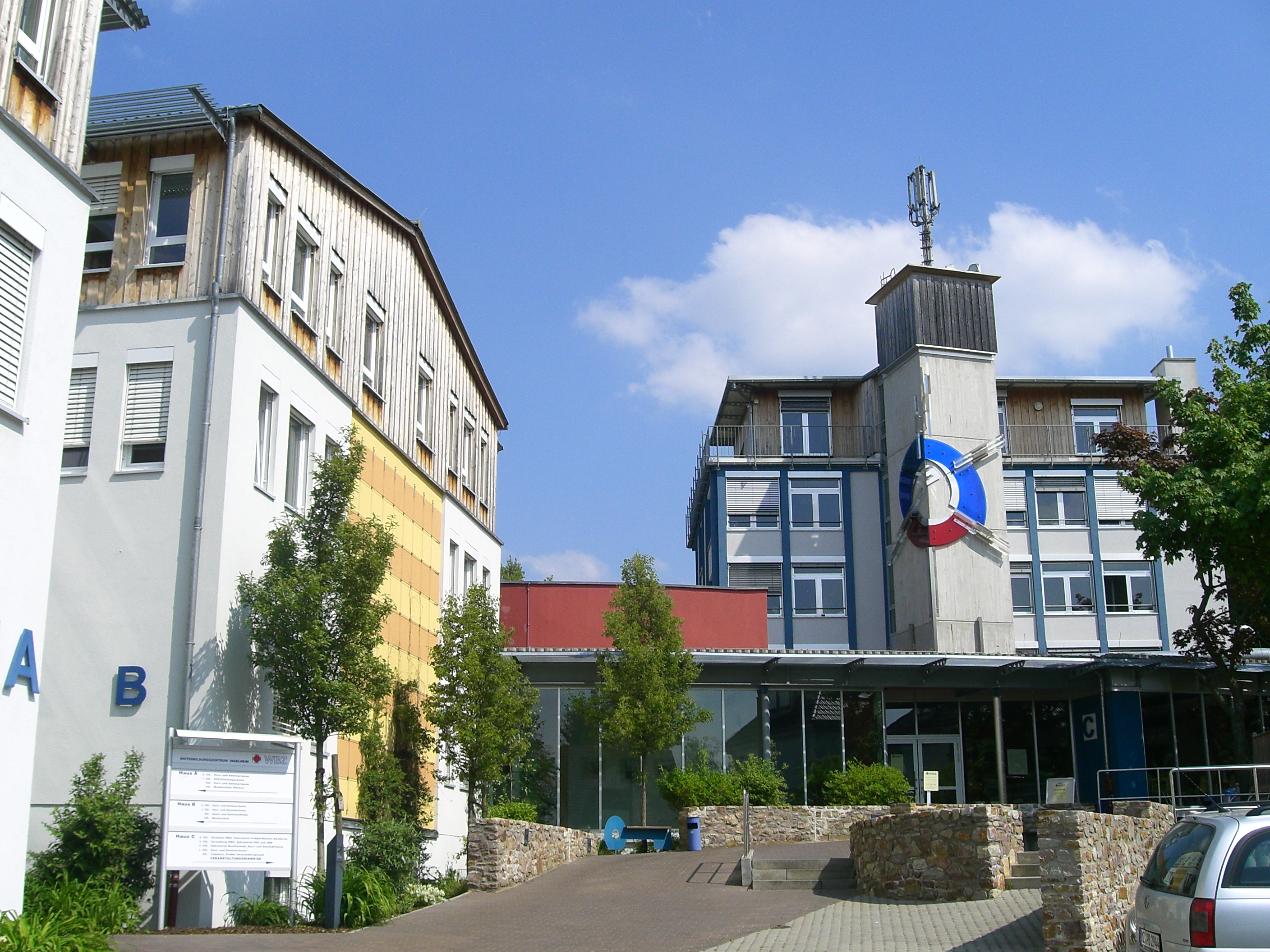
Das alte Fridtjof-Nansen-Haus in der Wilhelm-Leuschner-Straße: Sitz des WBZ Ingelheim bis 2017

Bereits 1947 begann der Volksschullehrer Hans-Heinz Eppelsheimer mit dem Aufbau einer Volkshochschule in Ingelheim. 1952 folgte ein Jugendbildungswerk. 1955 gründete sich im Rahmen einer Bürgerinitiative der Verein der Freunde und Förderer der Ingelheimer Volkshochschule, der sich 1970 in Verein der Freunde des Fridtjof-Nansen-Hauses e. V. umbenannte. 1956 wurde die Musikschule gegründet. 1957 wurde das Fridtjof-Nansen-Haus in der Wilhelm-Leuschner-Straße errichtet, das bis März 2017 Sitz des WBZ Ingelheim war. Ebenfalls 1957 folgte als letzter Fachbereich die Pädagogische Arbeitsstelle für Ostfragen (PAO), später Akademie für Ostfragen, die heute unter dem Namen Fridtjof-Nansen-Akademie den Bereich der politischen Jugend- und Erwachsenenbildung abdeckt. Namensgeber für Haus und Akademie war der norwegische Polarforscher, Politiker, Philanthrop und Friedensnobelpreisträger von 1922 Fridtjof Nansen. 1977 wandelten der Verein und die Stadt Ingelheim das WBZ Ingelheim in eine gemeinsam getragene öffentliche Stiftung des bürgerlichen Rechts um, seit 1. April 2017 operiert das WBZ Ingelheim in der Rechtsform einer gemeinnützigen GmbH. Seit April 2017 betreibt das WBZ ein neues Bildungshaus am Fridtjof-Nansen-Platz 3, das wiederum den Namen Fridtjof-Nansen-Haus trägt. Geschäftsführer des WBZ Ingelheim ist seit 2009 der Politikwissenschaftler Florian Pfeil, seit 2017 gemeinsam mit Heinz Peter Kissel.

## Gremien
Seit 2017 ist das Weiterbildungszentrum Ingelheim eine gemeinnützige GmbH. Organe sind die Gesellschafterversammlung, der Aufsichtsrat und die Geschäftsführung. Zudem berät ein Kuratorium die Arbeit der Fridtjof-Nansen-Akademie für politische Bildung.

### Gesellschafterversammlung
Vertreter der Gesellschafterin ist qua Amt die Bürgermeisterin der Stadt Ingelheim am Rhein, Eveline Breyer.

### Aufsichtsrat
Der Aufsichtsrat bestimmt als Kontrollorgan der gGmbH die grundsätzliche Ausrichtung der Bildungsarbeit und den Wirtschaftsplan. Er besteht aus gewählten Vertretern des Stadtrates der Stadt Ingelheim am Rhein und Mitgliedern des Vereins der Freunde des Fridtjof-Nansen-Hauses e. V. (FFNH).
Mitglieder des Aufsichtsrats sind (Stand: 31. Oktober 2023):
- Bürgermeisterin Eveline Breyer (Vorsitzende)
- Manfried Bajorat (CDU)
- Christiane Bull (FWG)
- Erich Dalheimer (FFNH)
- Rolf Henrich (LINKE)
- Norbert Külzer (SPD)
- Mustafa Pekdemir (Bündnis 90/Die Grünen)
- Agnes von Trentini (FFNH)
- Harald Weirich (FDP)

### Geschäftsführung
Geschäftsführer des WBZ Ingelheim sind seit 2017 Florian Pfeil und Heinz Peter Kissel. Pfeil war von 2009 bis 2017 bereits Direktor und Vorsitzender der Stiftung Weiterbildungszentrum Ingelheim.

### Kuratorium
Das Kuratorium fungiert als beratendes Organ für den Fachbereich Fridtjof-Nansen-Akademie für politische Bildung. Ihm gehören Vertreter von Politik, Wissenschaft und Wirtschaft an.
Mitglieder des Stiftungskuratoriums sind (Stand: 5. April 2023):
- Bürgermeisterin Eveline Breyer (Vorsitzende)
- Daniel Baldy MdB (SPD)
- Thomas Barth MdL (CDU)
- Peter Bauerfeind (Ministerium für Bildung Rheinland-Pfalz)
- Daniel Baumgärtner (Hessische Landeszentrale für politische Bildung)
- Sabine Caron (Ministerium für Arbeit, Soziales, Transformation und Digitalisierung Rheinland-Pfalz)
- Ira Closheim (Mainzer Volksbank)
- Manuel Fröhlich (Universität Trier)
- Birger Hartnuß (Staatskanzlei Rheinland-Pfalz)
- Bernhard Kukatzki (Landeszentrale für politische Bildung Rheinland-Pfalz)
- Jörn-Carsten Gottwald (Ruhr-Universität Bochum)
- Michael von Hauff (Technische Universität Kaiserslautern)
- Manuel Höferlin MdB (FDP)
- Michael Hüttner MdL (SPD)
- Jürgen Kerwer (Stiftung Forum für Verantwortung)
- Michael Kißener (Johannes Gutenberg-Universität Mainz)
- Kurt Köder (Hochschule Mainz)
- Karsten Lucke MdEP (SPD)
- Peter Molt (Universität Trier)
- Jutta Paulus MdEP (Bündnis 90/Die Grünen)
- Kerstin Pohl (Johannes Gutenberg-Universität Mainz)
- Ernst-Albrecht von Renesse
- Tabea Rößner MdB (Bündnis 90/Die Grünen)
- Steffen Roßkopf (Sparkasse Rhein-Nahe)
- Landrätin Dorothea Schäfer (Landkreis Mainz-Bingen)
- Pia Schellhammer MdL (Bündnis 90/Die Grünen)
- Siegmar Schmidt (Universität Koblenz-Landau)
- Ralf Schnall (Boehringer Ingelheim Pharma GmbH & Co. KG)
- Christine Schneider MdEP (CDU)
- Carola Stein (Ministerium des Innern und für Sport Rheinland-Pfalz)
- Elmar Theveßen (ZDF)
- Maik Thum (Rheinhessische Energie- und Wasserversorgungs-GmbH)
- Julia Verne (Johannes Gutenberg-Universität Mainz)
- Volker Wilhelmi (Johannes Gutenberg-Universität Mainz)

## Fachbereiche
- Die Fridtjof-Nansen-Akademie für politische Bildung (FNA) wurde 1957 als Pädagogische Arbeitsstelle für Ostfragen (PAO) gegründet. Inhaltlich widmete sie sich zunächst als eines der deutschen Ost-West-Institute dem Brückenschlag zu den europäischen, insbesondere osteuropäischen Nachbarstaaten. Heute bietet die FNA Seminare, Vorträge, Workshops und Studienreisen zur ganzen Breite der politischen Bildung an. Thematische Schwerpunkte sind die Bereiche Entwicklungspolitik/Globales Lernen, Globalisierung, internationale Politik, Fluchtursachen, Nachhaltigkeit, Europapolitik, Demokratie, Prävention von Rechtsextremismus und Gewaltprävention. Von 2017 bis 2019 unterhielt die FNA ein Regionales Kompetenzzentrum zum Thema „Flucht, Migration, Integration und gesellschaftlicher Zusammenhalt“, das als Modellprojekt von der Bundeszentrale für politische Bildung gefördert wurde. 2018 erhielt die FNA den Weiterbildungspreis des Landes Rheinland-Pfalz.[3] Seit 2019 ist bei der FNA die Geschäftsstelle des Bündnisses „Demokratie gewinnt!“ Rheinland-Pfalz unter Schirmherrschaft von Ministerpräsidentin Malu Dreyer angesiedelt. Die FNA wird seit 2009 von WBZ-Geschäftsführer Florian Pfeil geleitet.
- Die Volkshochschule (vhs) bietet Kurse, Vorträge und Seminare in den Bereichen Berufliche Bildung, Sprachenbildung, Gesundheitsbildung, personenbezogene schulbegleitende Bildung, kreative Bildung, Integration und Verbraucherbildung an. Die VHS wird seit 2020 von Heinz Peter Kissel geleitet.
- Die Junge Akademie für Bildung (JAB) (bis 2018: Jugendbildungswerk) bietet Kurse an, die sich speziell an Kinder und Jugendliche richten, etwa im Rahmen der Lernförderung des Bundesprogramms Leistung für Bildung und Teilhabe. Die JAB wird seit 2019 von Heinz Peter Kissel geleitet.
- Die Musikschule deckt den Bereich der musikalischen Aus- und Weiterbildung für Jugendliche und Erwachsene ab. Sie ist aktuell die zweitgrößte Musikschule von Rheinland-Pfalz. Die Musikschule wird von Christel Bieger geleitet.

## Mitgliedschaften
- Das Weiterbildungszentrum Ingelheim ist Mitglied des Verbandes der Volkshochschulen von Rheinland-Pfalz e. V.
- Die Fridtjof-Nansen-Akademie für politische Bildung ist Mitglied der Gesellschaft der Europäischen Akademien (GEA), der Arbeitsgemeinschaft der Ost-West-Institute (OWI), des Entwicklungspolitischen Landesnetzwerks Rheinland-Pfalz (ELAN) und des rheinland-pfälzischen Bündnisses „Demokratie gewinnt!“
- Die Musikschule ist Mitglied im Verband deutscher Musikschulen